# 雌が雄を喰い殺す かまきり
『雌が雄を喰い殺す かまきり』（めすがおすをくいころす かまきり）は、1967年2月23日に松竹が配給した、井上梅次監督によるサスペンス/ミステリー映画である。

## 出演者
- 大田黒京子 : 岡田茉莉子
- 大田黒軍平 : 加東大介
- 大田黒みどり : 吉村実子
- 司しのぶ : 香山美子
- 中条欣也 : 山内明
- 曽田雪江 : 中原早苗
- 高橋健 : 田中邦衛
- 保全党幹事長 : 菅井一郎
- 石山弁護士 : 内藤武敏
- 大田黒軍平の秘書山岡満 : 露口茂

## スタッフ
- 監督：井上梅次
- 製作 : 升本喜年
- 企画 : 西野皓二
- 脚本 : 池田一朗、井上梅次
- 撮影： 笠川正夫
- 編集 : 浦岡敬一
- 音楽：広瀬健次郎